# Aleksy Angelos Komnen
Aleksy Angelos Komnen – bizantyński arystokrata.
Był synem Teodory Komneny i Konstantyna Angelosa. Jego braćmi byli: Jan Dukas i Andronik Dukas Angelos. 